# Entephria divisa
Entephria divisa är en fjärilsart som beskrevs av Lange 1921. Entephria divisa ingår i släktet Entephria och familjen mätare. Inga underarter finns listade i Catalogue of Life.